# 中居林
中居林（なかいばやし）は、青森県八戸市の地名のひとつ。13の小字がある。

## 地理
八戸市中央部から南側に位置する。東に田向、南に、石手洗、西に糠塚、北に、吹上がある。鉄道の駅はない。幹線道路は、青森県道・岩手県道11号八戸大野線。近年、県道29号八戸環状線の建設に伴い立退き、再開発等が一部地域で行われている。中居林神社も建設にともない移転している。街の中心部である三叉路付近も店の閉店や移転などで空き地が目立っている。

### 小字
字綿ノ端、字蓋名池、字雷、字平、字藤ケ森、字中居林、字狐森、字彦五郎、字道合、字狐平、字仕替場、字館越山、字駒ケ沢

## 世帯数と人口
2017年（平成29年）4月30日現在の世帯数と人口は以下の通りである。
| 小字   | 世帯数    | 人口    |
| ------ | --------- | ------- |
| 雷     | 202世帯   | 415人   |
| 狐平   | 64世帯    | 128人   |
| 狐森   | 73世帯    | 168人   |
| 仕替場 | 55世帯    | 114人   |
| 平     | 107世帯   | 199人   |
| 館越山 | 38世帯    | 84人    |
| 中居林 | 88世帯    | 200人   |
| 彦五郎 | 80世帯    | 159人   |
| 藤ケ森 | 107世帯   | 251人   |
| 蓋名池 | 180世帯   | 389人   |
| 道合   | 79世帯    | 172人   |
| 綿ノ端 | 224世帯   | 474人   |
| 計     | 1,297世帯 | 2,753人 |

## 歴史

### 沿革
- 明治22年（1889年）- 町村制施行により、中居林村から三戸郡長者村中居林となる。
- 明治34年（1901年）- 三戸郡八戸町と合併し、八戸町の一部となる。
- 昭和4年（1929年）- 三戸郡湊町、小中野町、鮫村と合併し、八戸市の一部となる。

## 交通
- 市営バス
- 南部バス

## 施設
- 八戸市立中居林小学校
- 日本郵便株式会社八戸中居林郵便局